# Joanna Russ
Joanna Russ (New York, 22 februari 1937 - Tucson, 29 april 2011) was een feministische, Amerikaanse sciencefictionschrijfster.
Tot in de vroege jaren 70 werd SF gedomineerd door mannelijke auteurs. Russ was een van de vrouwen die rond die tijd in grotere aantallen SF begonnen te schrijven. Ze was misschien wel de meest uitgesproken schrijfster in het aanvechten van die mannelijke dominantie, zie haar boek How to Suppress Women's Writing.
Naast sciencefiction en fantasy schreef Russ ook toneelstukken en essays. Ze won de Nebula Award in 1972 voor haar kort verhaal When It Changed. In 1983 kreeg ze de Hugo Award en de Locus Award voor de novelle Souls.